# Netzsch-Arena
Die Netzsch-Arena (Eigenschreibweise: NETZSCH Arena) ist eine Eissporthalle in der großen Kreisstadt Selb im bayerischen Oberfranken, im Fichtelgebirge an der Grenze zu Tschechien. Sie ist die Heimspielstätte des Eishockeyclubs VER Selb (Verein für Eis- und Rollsport). 

## Geschichte
Die Grundsteinlegung für die Eishalle fand am 15. Dezember 1976 statt. Nach rund acht Monaten wurde am 29. Juli 1977 das Richtfest gefeiert. Ein Jahr nach Baubeginn war die damalige Hutschenreuther Halle fertiggestellt und die Selber Wölfe konnten am 10. Dezember 1977 das erste Heimspiel im Neubau bestreiten. Der VER Selb traf in der Liga auf den TSV Peißenberg und gewann klar mit 10:3. Bei der offiziellen Einweihung traten bekannte Eiskunstläufer wie die vierfache deutsche Meisterin Gerti Schanderl, Reinhard Ketterer (deutscher Meister 1969) oder Harald Kuhn (deutscher Meister 1972) auf. Neben den Spielen und dem Training der ersten Eishockeymannschaft der Selber Wölfe nutzen auch die Nachwuchsabteilungen, die Eisstocksportler und die Roll- und Eiskunstläufer die Halle. Die Eisarena beherbergt auch die Geschäftsstelle und den Fanshop des Clubs. Die Eishockeymannschaft Alte Luchse des EC Erkersreuth trainiert jeden Montagabend in der Halle. Sie tragen Freundschaftsspiele aus und nehmen an Hobby- und Oldieturnieren teil.
Neben dem Eissport steht die Netzsch-Arena für öffentliches Schlittschuhlaufen und Hobby-Eishockey zur Verfügung.

## Daten und Maße
- Zuschauerkapazität: 3983, davon 733 auf Sitzplätzen[3]
- Rollstuhlgerechte Plätze: 8 (direkt über einen Fahrstuhl erreichbar)
- Länge: 73 m
- Breite: 59 m
- Maximale Höhe: 17 m
- Umbaute Fläche: 4432 m²
- Umbauter Raum: 44.220 m³
- Verbauter Beton: 1700 m³
- Verbauter Stahl: 100 t
- Mauerwerk: 250 m³
- Verbautes Holz: 690 m³